# Sparaxis metelerkampiae
Sparaxis metelerkampiae är en irisväxtart som först beskrevs av Harriet Margaret Louisa Bolus, och fick sitt nu gällande namn av Peter Goldblatt och John Charles Manning. Sparaxis metelerkampiae ingår i släktet Sparaxis och familjen irisväxter. Inga underarter finns listade i Catalogue of Life.